# Devuška s gitaroj
Devuška s gitaroj (Девушка с гитарой) è un film del 1958 diretto da Aleksandr Michajlovič Fajncimmer.